# Pertya robusta
Pertya robusta là một loài thực vật có hoa trong họ Cúc. Loài này được (Maxim.) Beauverd miêu tả khoa học đầu tiên năm 1909.